# Ла-Рошель-2
Ла-Рошель 2-й кантон (фр. Canton de La Rochelle-2) — кантон во Франции, находится в регионе Пуату — Шаранта. Департамент кантона — Шаранта Приморская. Входит в состав округа Ла-Рошель. Население кантона на 2006 год составляло 7318 человек.
Код INSEE кантона 1724. Всего в кантон Ла-Рошель 2-й кантон входят 1 коммун, из них главной коммуной является Ла-Рошель.

## Коммуны кантона
- Ла-Рошель — население 7318 чел.